# Mingréliens
Les Mingréliens (mingrélien : მარგალეფი, Margaleph'i ; géorgien : მეგრელები : megrelebi) sont un sous-groupe ethnique des Géorgiens,,,,, qui vivent majoritairement en Samegrelo (ou Mingrélie), région de la Géorgie. Ils sont également nombreux en Abkhazie et à Tbilissi. Entre 180 000 et 200 000 personnes d'origine mingrélienne ont été expulsées de l'Abkhazie à la suite du conflit abkhazo-géorgien au début des années 1990 et du nettoyage ethnique de Géorgiens dans cette région séparatiste.
La plupart des Mingréliens parlent à la fois le géorgien et le mingrélien, qui appartiennent tous deux à la famille linguistique kartvélienne, et n'utilisent que l'alphabet géorgien.

## Histoire

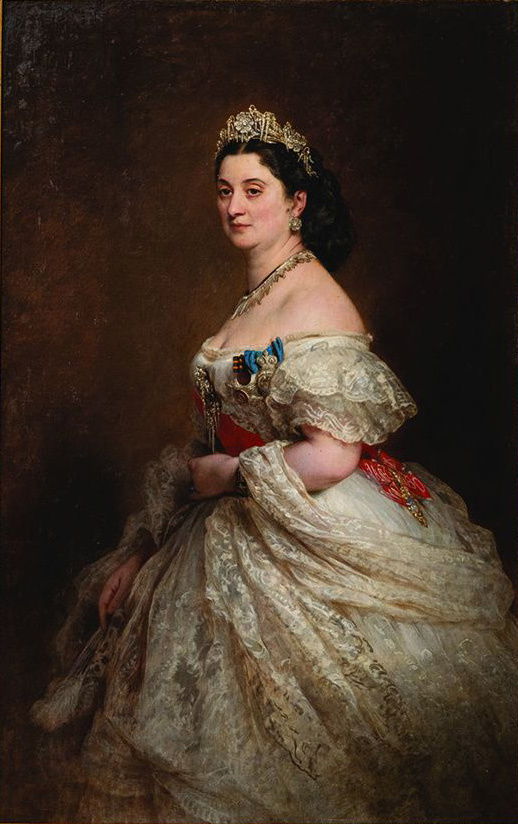
Ekaterine Dadiani, La dernière Princesse de Mingrélie par Franz Xaver Winterhalter en 1853.

Les Mingréliens sont des descendants de plusieurs tribus colchiques qui passèrent sous l'influence de leurs cousins de l'est de la Géorgie (Ibérie). Au début du Moyen Âge, leur noblesse et leur clergé, suivis plus tard par les laïcs, adoptèrent le géorgien comme langue littéraire et culturelle. Après l'éclatement du royaume de Géorgie au XVe siècle, la Mingrélie fut une principauté autonome qui a été impliquée dans une série de conflits avec d'autres entités politiques de Géorgie avant d'être annexée par l'Empire russe dans les années 1800.
Dans plusieurs recensements sous l'Empire russe ainsi que dans les premières années de l'Union soviétique, les Mingréliens ont été considérés comme un groupe distinct, mais ont été classés sous la catégorie plus large des Géorgiens dans les années 1930. Actuellement, la plupart des Mingréliens s'identifient comme « Géorgiens » et ont conservé de nombreuses caractéristiques culturelles mingréliennes comme leur langue, mais le nombre de ses locuteurs a diminué.
Le premier président de la Géorgie indépendante, Zviad Gamsakhourdia (1939-1993), était un mingrélien. Par conséquent, après le coup d'État du 21 décembre 1991 au 6 janvier 1992 ayant porté au pouvoir Edouard Chevardnadze, la région de Samegrelo est devenue le centre d'une guerre civile, qui a pris fin avec la défaite des partisans de Gamsakhourdia.

## Mingréliens célèbres

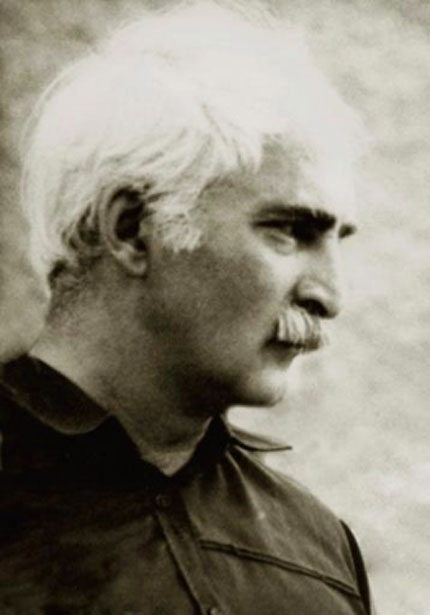
Merab Kostava

- Konstantine Gamsakhourdia, un des écrivains géorgiens les plus influents du XXe siècle
- Zviad Gamsakhourdia, premier président de la Géorgie post-soviétique
- Lavrenti Beria, chef du NKVD, la police secrète de Staline
- Merab Kostava, leader indépendantiste géorgien
- Jiouli Chartava, homme politique géorgien
- Katie Melua, chanteuse britannique
- Levan Kenia, footballeur international
- Valerian Gunia, homme de théâtre
- Khvicha Kvaratskhelia, footballeur géorgien

## Galerie

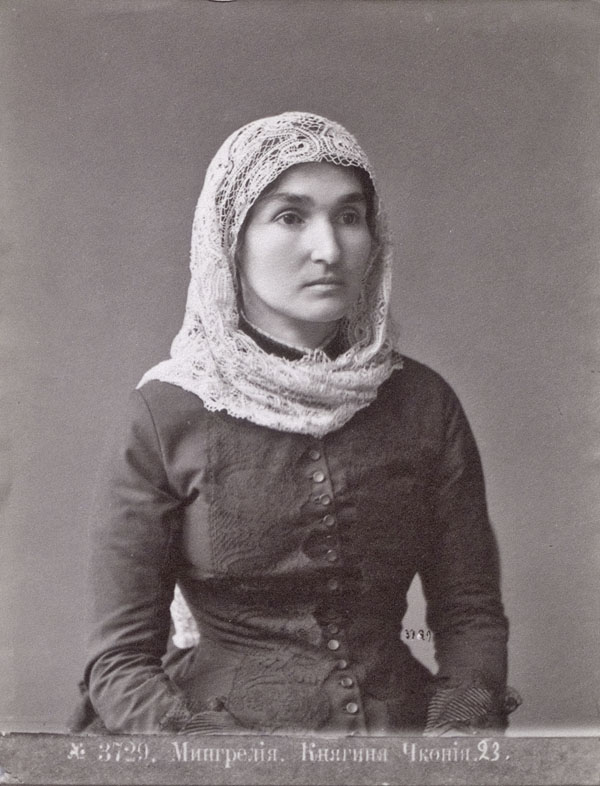
Mingrélienne. Photo de Dimitri Yermakov.
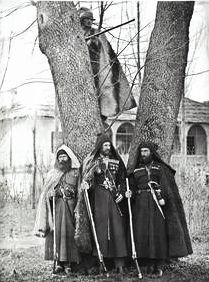
Mingréliens.
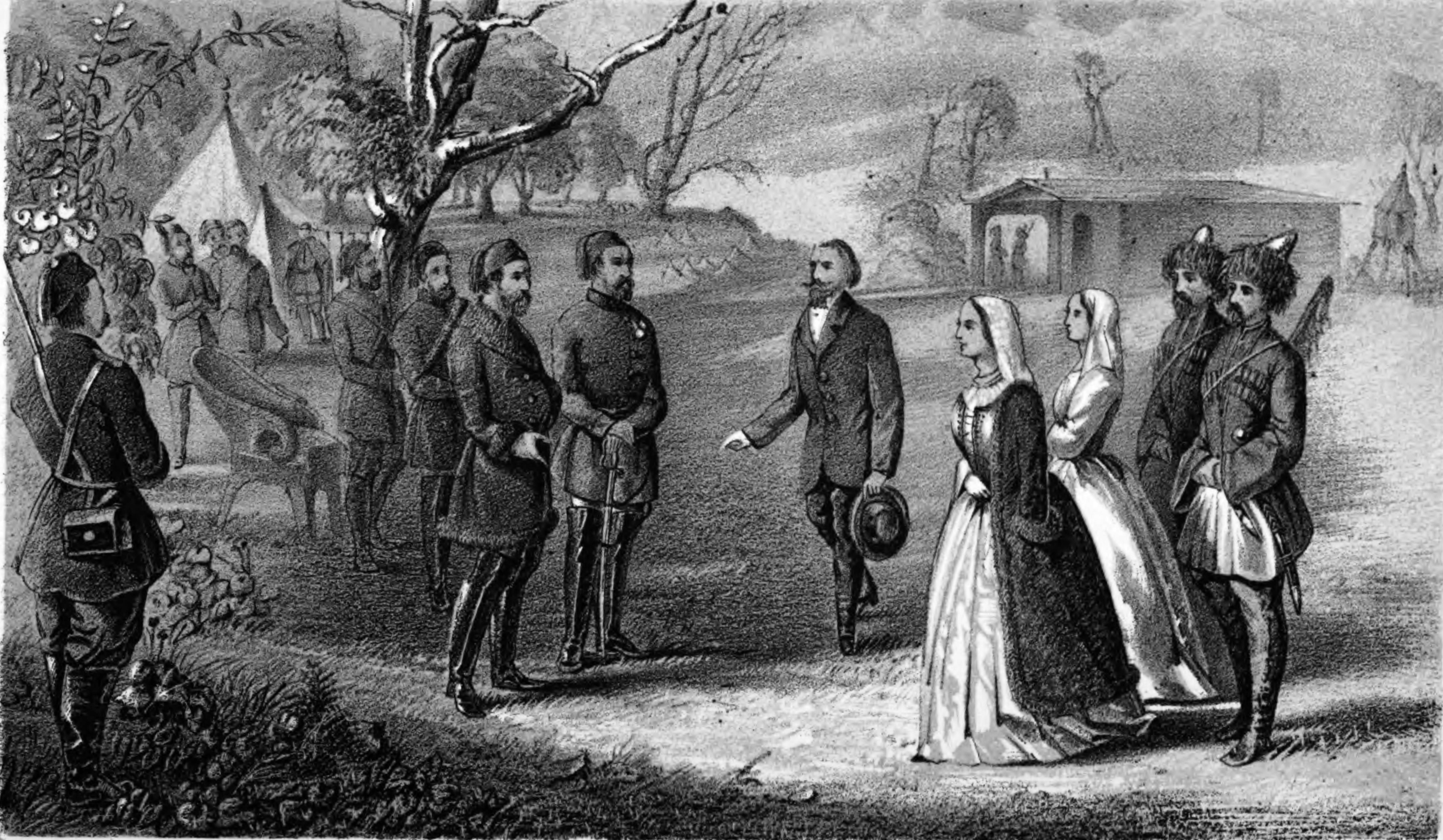
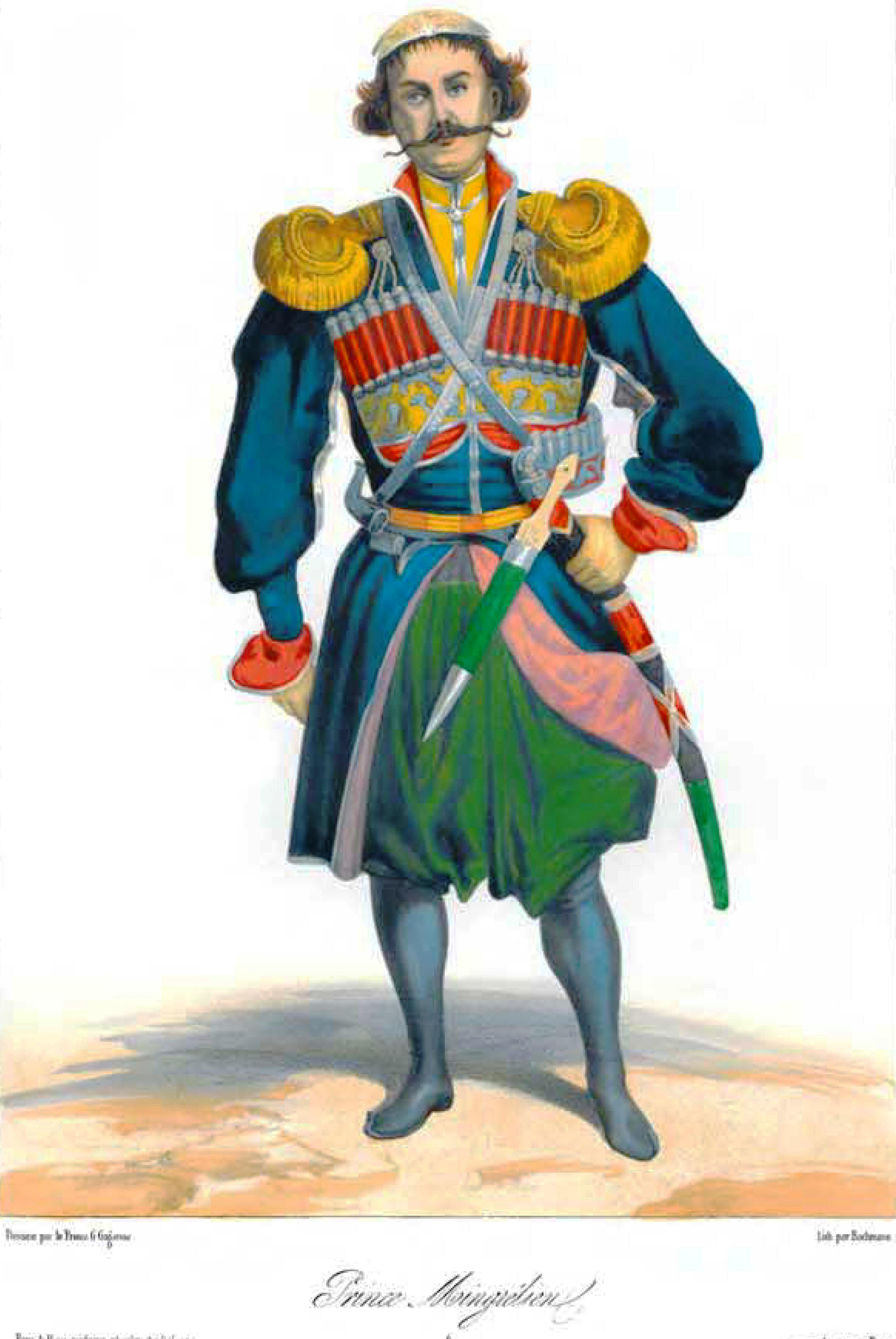
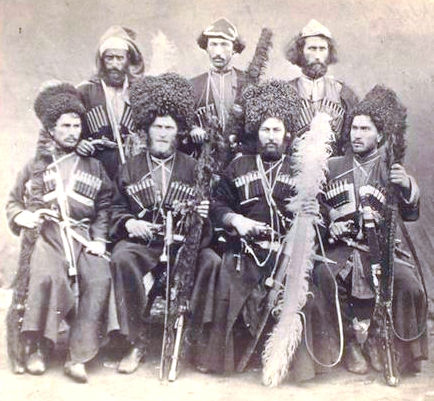
Mingréliens au XIXe siècle.